# Церква Saint-Ambroise
Храм Saint-Ambroise — побудовано у 11-м окрузі Парижу й носить ім'я на честь святого Амбруаза.
Церква дала назву всьому кварталу Сен-Амбруаз (фр. Saint-Ambroise) та станції метро.

## Історія
Перша згадка про церкву датована 1659 роком, коли тут збудували храм ордена Благовіщення Пресвятої Богородиці, тоді церква знаходилась на вулиці Попенкур (фр. Popincourt).
У 1781 році на місті монастиря розбиті дві вулиці: Сен-Амбруаз (фр. Saint-Ambroise) то Богарне (фр. Beauharnais).
Перший храм знесено під час реконструкцій бульвару Вольтера (фр. Voltaire), на його місті розбито площу Сен-Амбруаз (фр. Saint-Ambroise).
Другий храм почали будувати у 1863 році. Спроєктував та побудував храм архітектор Теодор Баллю, будівництво завершено у 1868 році.  

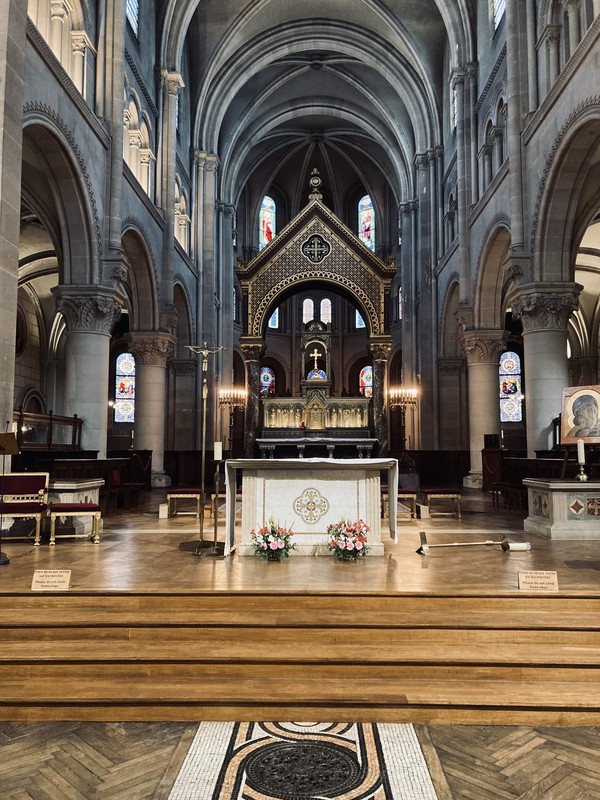
Алтар та неф церкви
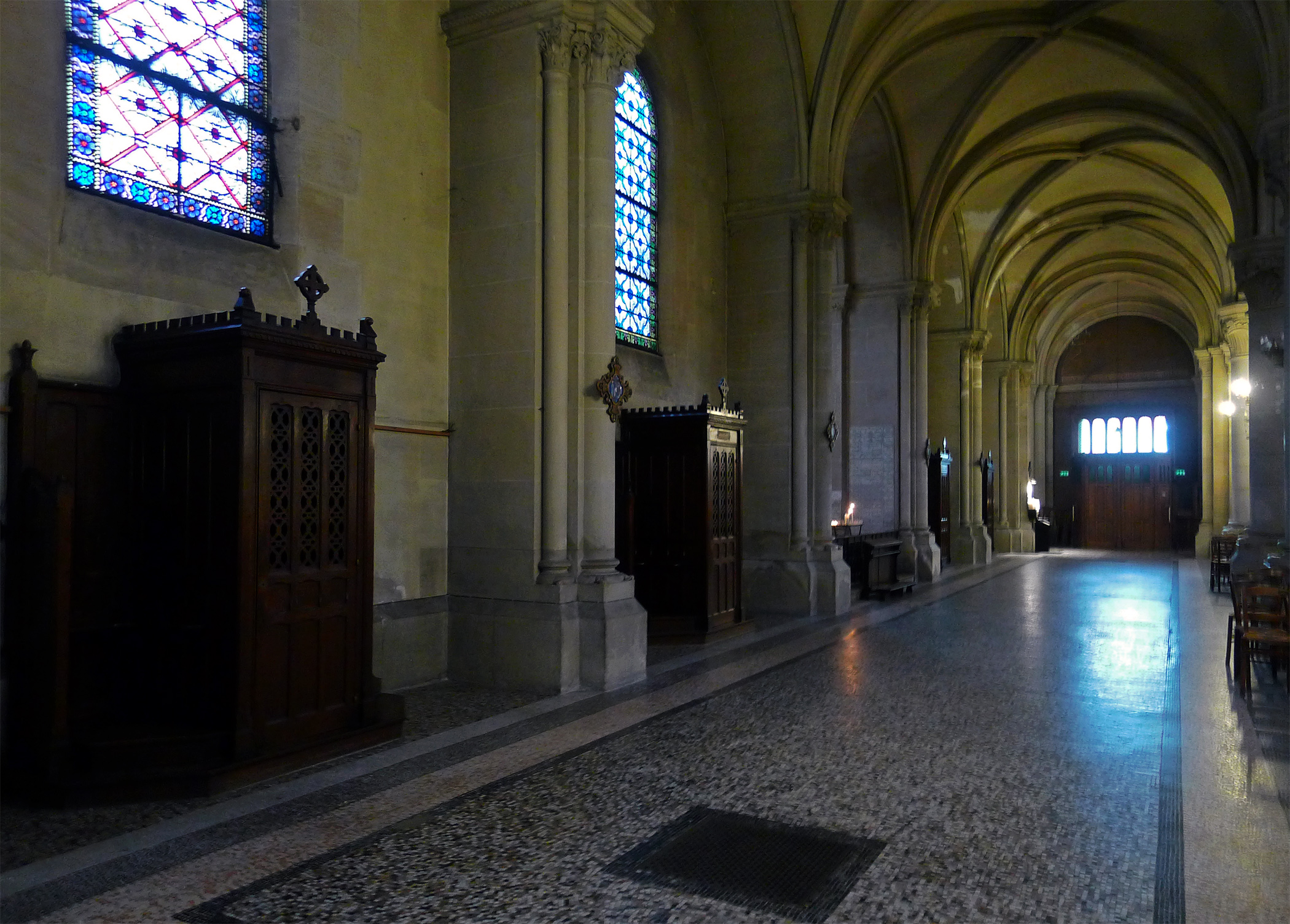
Боковий вид.
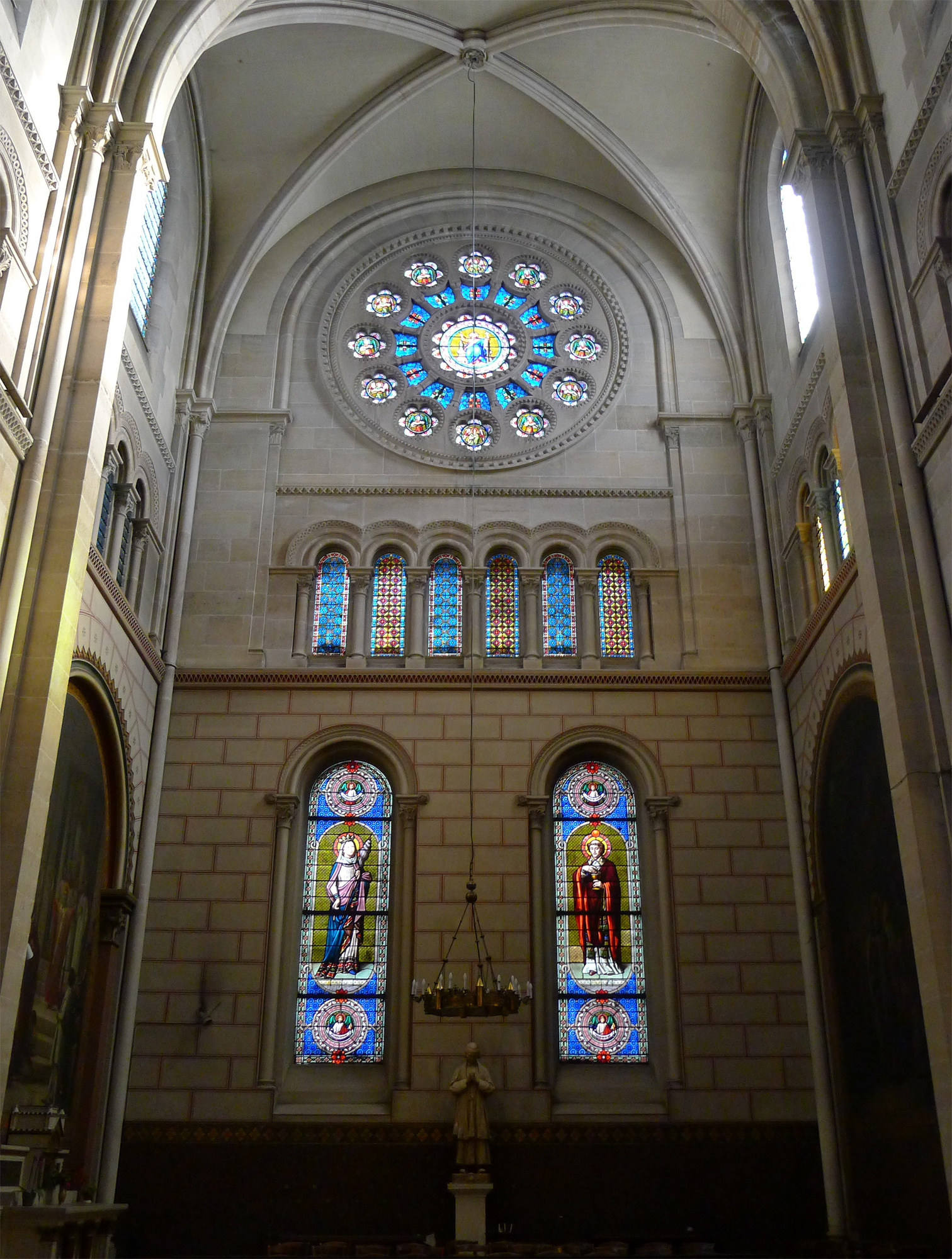
Трансепт.

Церкві надано статус об'єкта архітектурної спадщини 2 червня 1978 року.